# Луций Анней Сенека
Лу́ций Анне́й Се́не́ка (лат. Lucius Annaeus Sĕnĕca minor), Се́не́ка Мла́дший, или просто Се́не́ка (4 до н. э., Кордуба — 65, Рим) — римский философ-стоик, поэт и государственный деятель. Воспитатель Нерона и один из крупнейших представителей стоицизма. Сын Луция (Марка) Аннея Сенеки Старшего (выдающегося ритора и историка) и Гельвии, младший брат Юния Галлиона. Автор «Нравственных писем к Луцилию», ряда философских трактатов и трагедий.

## Биография
Луций Анней Сенека родился в Кордубе в семье всадника и ритора получившего, в своё время права римского гражданства и носившего такое же имя. В раннем возрасте был привезён отцом в Рим, где учился у пифагорейца Сотиона, стоиков Аттала, Секстия и Папирия Фабиана. Философией Сенека-младший увлёкся ещё в юности, хотя из-за влияния отца он чуть было не начал государственную карьеру, которая прервалась из-за внезапной болезни. В результате Луций Анней едва не покончил с собой, а затем надолго уехал для лечения в Египет, где много лет занимался написанием естественно-научных трактатов.
Около 33 года, в конце правления императора Тиберия, Луций Анней, благодаря влиянию Гая Галерия, женатого на тётке будущего воспитателя Нерона, смог получить квестуру и войти, таким образом, в сенат. Ко времени восшествия на престол пасынка Тиберия, Калигулы, Сенека уже заседает в сенате, являясь при этом популярным в народе оратором. Вскоре его слава как оратора и писателя возрастает настолько, что возбуждает зависть императора, который, в конце концов, отдал тайное распоряжение убить Луция. Впрочем, одна из приближённых принцепса уговорила его не делать этого, сославшись на то, что слабый здоровьем философ и так скоро умрёт.
В 41 году судьба Сенеки изменилась. 24 января 41 года в результате заговора был убит император Калигула. К власти пришел его дядя Клавдий. Хотя Сенат призывал восстановить республику и уже начались ожесточенные споры за власть между Валерием Азиатиком и Марком Виницием, преторианцы разыскали Клавдия в Палатинском дворце и провозгласили его новым императором. Правление своё Клавдий начал с казни заговорщиков, принимавших участие в убийстве Калигулы, а затем в результате интриг его супруги, Валерии Мессалины, были устранены другие возможные претенденты на римский трон. По свидетельству Тацита, Луций Анней Сенека «с полным основанием отправлен в изгнание». Мессалина обвинила племянницу императора Юлию Ливиллу в прелюбодеянии с Сенекой Младшим и оба были сосланы. Юлию отправили на остров Пандатерию, где она умерла в конце 41 года. Сенеку сослали на остров Корсика, где он провел 8 лет.
Только в 49 году Сенека, которому было уже 53 года, вернулся из ссылки — этого добилась, последняя, четвёртая, жена императора, Агриппина Младшая, но с условием, что Сенека станет учителем и наставником её сына — будущего императора Нерона.
В 54 году, после отравления Клавдия, к власти приходит шестнадцатилетний Нерон. Его наставники — Сенека и Секст Афраний Бурр — становятся первыми советниками императора. Особенно велико в этот период влияние Сенеки — он практически определяет всю римскую политику.
В 55 году получает должность консула-суффекта. Богатство его достигает в эту пору огромной суммы в 300 млн сестерциев.
В 59 году Сенека участвует в убийстве матери императора — сначала он спросил начальника стражи Бурра, но тот отказался давать такой приказ своим преторианцам; затем Сенека отдал приказ Аникету умертвить Агриппину. Тацит описал подробности следующим образом:

… Наконец Сенека, набравшись решимости, взглянул на Бурра и обратился к нему с вопросом, можно ли отдать приказ воинам умертвить Агриппину. (7:5) Тот ответил, что преторианцы связаны присягою верности всему дому Цезарей и, помня Германика, не осмелятся поднять руку на его дочь: пусть Аникет выполняет обещанное. Тот, не колеблясь, предлагает возложить на него осуществление этого злодеяния (7:6)…

Затем Сенека пишет для Нерона постыдный текст выступления в сенате с оправданием этого преступления. Его отношения с императором становятся всё более напряжёнными.
В 62 году после смерти Бурра Сенека подаёт прошение об отставке и удаляется на покой, оставив всё своё огромное состояние императору.
В 65 году раскрыт заговор Пизона. Этот заговор не имел положительной программы и объединял участников только страхом и личной ненавистью к императору. Нерон, ощущавший, что сама личность Сенеки, всегда воплощавшая для него норму и запрет, является преградой на его пути, не мог упустить случая и приказал своему наставнику покончить жизнь самоубийством. По приказу Нерона Сенека был приговорён к смерти с правом выбора способа самоубийства.

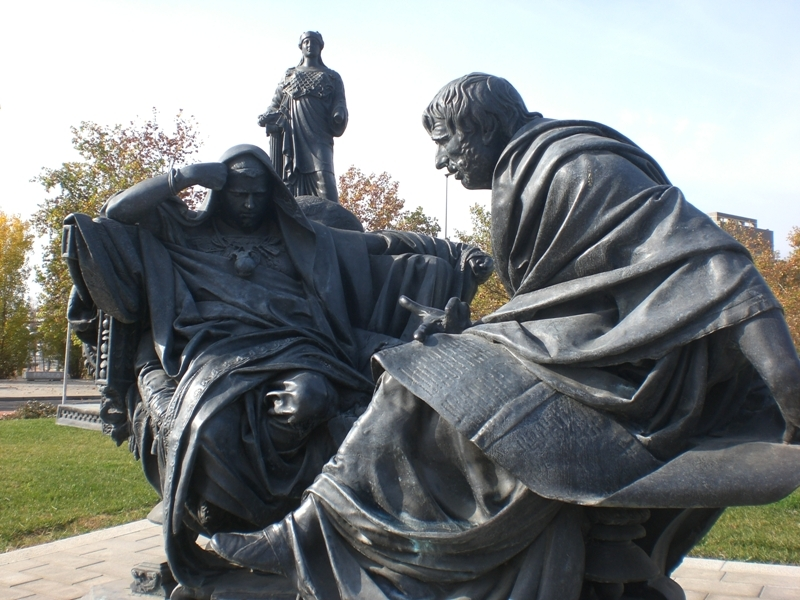
Нерон и Сенека, памятник в Кордове, Испания. Скульптор — Эдуардо Баррон

Был идеологом сенатской оппозиции деспотическим тенденциям первых римских императоров.
Во время молодости императора Нерона он был фактическим правителем Рима, однако позднее был оттеснён от власти, когда отказался санкционировать репрессии против противников Нерона и против христиан.
Будучи стоиком, Сенека настаивал на телесности всего сущего, однако верил в возможность безграничного развития человеческого знания. Основу для душевного равновесия Сенека искал в пантеистических воззрениях стоической физики, или натурфилософии («О счастливой жизни»: 15, 5). В отличие от классического стоицизма, в философии Сенеки присутствует чёткий религиозный элемент, а мысли Сенеки настолько сильно совпадали с христианством, что он считался тайным христианином и ему приписывали переписку с апостолом Павлом. Ощутимое влияние на Сенеку оказали взгляды Посидония, в поздние годы Сенека изучал также Эпикура, однако его установок не разделял.

### Смерть

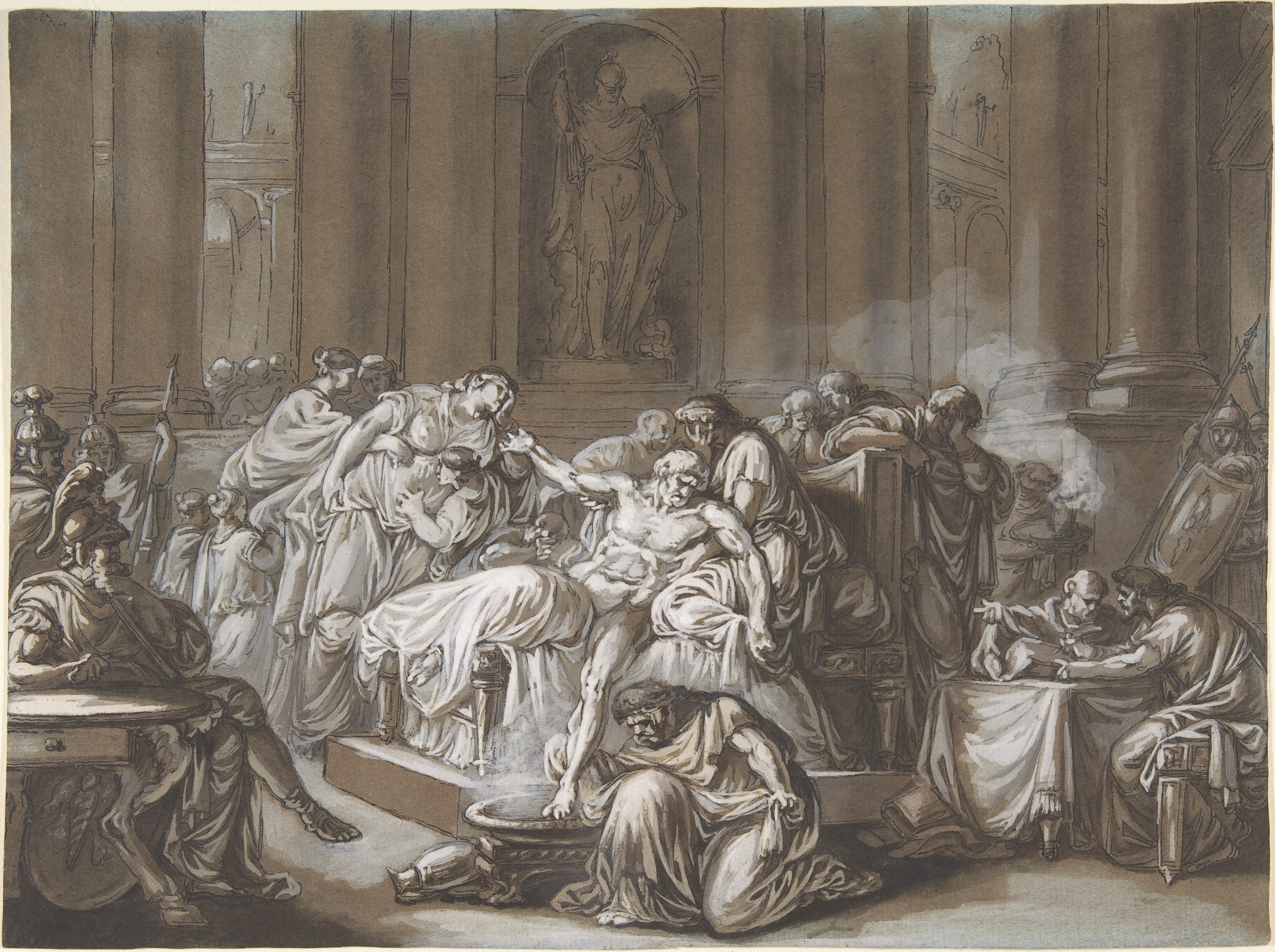
Жан-Гийом Муатт. Смерть Сенеки. 1790-е. Бумага, кисть, перо, тушь, белила. Метрополитен-музей, Нью-Йорк

Сенека покончил жизнь самоубийством по приказу Нерона, чтобы избежать смертной казни. Несмотря на возражения мужа, жена Сенеки, Паулина, сама изъявила желание умереть вместе с ним, и потребовала, чтобы её пронзили мечом.
Сенека ответил ей:

Я указал тебе на утешения, какие может дать жизнь, но ты предпочитаешь умереть. Я не буду противиться. Умрём же вместе с одинаковым мужеством, но ты — с большею славой.

После этих слов оба вскрыли себе вены на руках. У Сенеки, который был уже стар, кровь текла очень медленно. Чтобы ускорить её истечение, он вскрыл себе вены и на ногах. Поскольку смерть всё не наступала, Сенека попросил Стация Аннея, своего друга и врача, дать ему яд. Сенека принял яд, но тот не произвёл действия. Тогда он вошёл в горячую ванну, обрызгав водой окружавших его рабов, сказал: «Это — возлияние Юпитеру Освободителю», и скончался.

## Произведения

### Философские диалоги
В разных переводах книги могут иметь и разные названия. Сначала указан примерный год написания.
- 40 — «Утешение к Марции» (Ad Marciam, De consolatione)
- 41 — «О гневе» (De Ira)
- 42 — «Утешение к Гельвии» (Ad Helviam matrem, De consolatione)
- 44 — «Утешение к Полибию» (De Consolatione ad Polybium)
- 49 — «О кратковременности жизни» (De Brevitate Vitae)
- 55 — «О стойкости мудреца» (De Constantia Sapientis)
- 60 — «О блаженной жизни» (De vita beata)
- 62 — «О досуге» (De Otio)
- 63 — «О душевном покое» или «О душевном спокойствии» (De tranquillitate animi)
- 64 — «О провидении» (De Providentia)

### Художественные
- 54 — Мениппова сатира «Отыквление божественного Клавдия» (Apocolocyntosis divi Claudii)
- трагедия «Агамемнон» (Agamemnon)
- трагедия «Геркулес в безумье» (Hercules furens)
- трагедия «Троянки» (Troades)
- трагедия «Медея» (Medea)
- трагедия «Федра» (Phaedra)
- трагедия «Фиест» (Thyestes)
- трагедия «Финикиянки» (Phoenissae)
- трагедия «Эдип» (Oedipus)
- трагедия «Геркулес на Эте»

Все трагедии представляют собой вольную переработку трагедий Эсхила, Софокла, Еврипида и их римских подражателей.

### Эпиграммы
- Всё, что мы видим вокруг…
- К лучшему другу.
- О простой жизни.
- Родине о себе.
- О благе простой жизни.
- О богатстве и бесчестии.
- О начале и конце любви.
- О смерти друга.
- О развалинах Греции.
- О звоне в ушах.

### Другие
- 56 — «О милосердии» (De Clementia)
- 63 — «О благодеяниях» или «О благодарениях» или «О добрых делах» (De beneficiis)
- 63 — «Исследования о природе» или «Натурфилософские вопросы» (Naturales quaestiones)
- 64 — «Нравственные письма к Луцилию» или «Письма к Луцилию» или «Письма о жизни и смерти» (Epistulae morales ad Lucilium) — коллекция из 124 писем, касающихся моральных вопросов, написанных Луцилию Младшему.

### Приписываемые
Некоторые книги ранее считались произведениями Сенеки, но сейчас большинство исследователей авторство Сенеки отвергают или подвергают сомнению.
- трагедия «Октавия» (Octavia)
- трагедия «Геркулес Этейский» (Hercules Oetaeus)
- 370? «Переписка апостола Павла с Сенекой» (Cujus etiam ad Paulum apostolum leguntur epistolae)

## Наследие

### Протохристианский святой

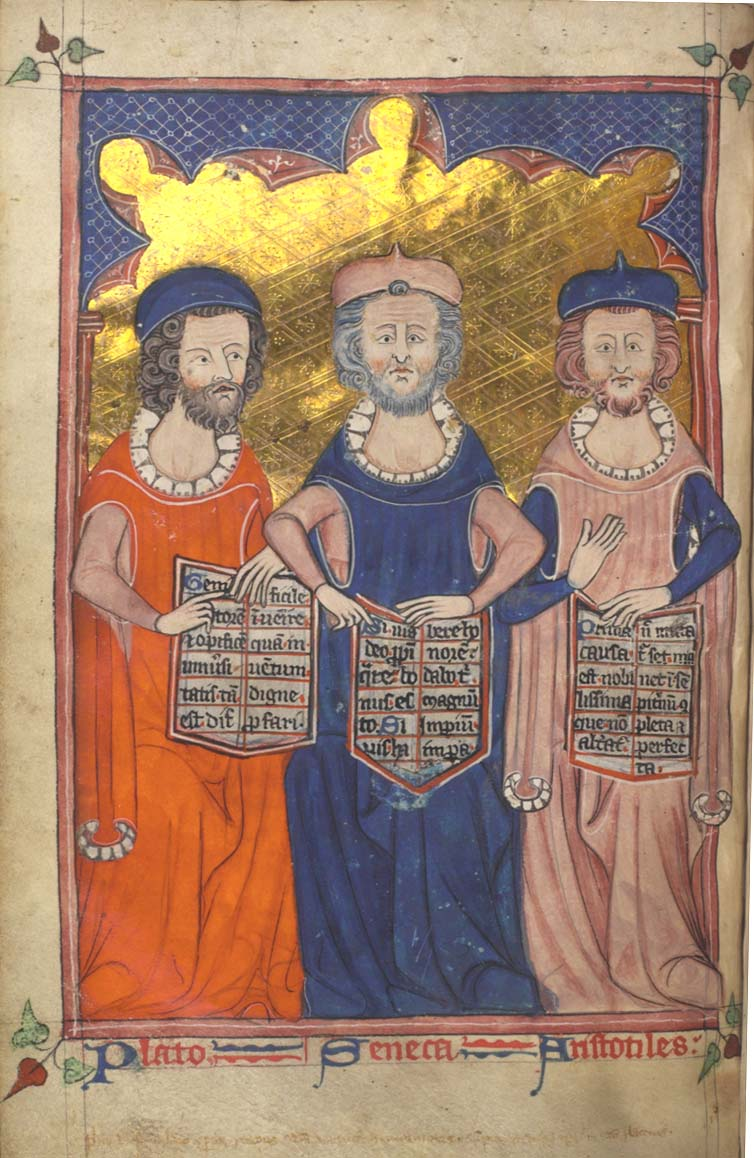
Платон, Сенека и Аристотель. Иллюстрация из средневековой рукописи. Лондон, между 1322—1325 годами

Сочинения Сенеки были хорошо известны в поздний период римской истории, через тридцать лет после его смерти Квинтилиан отмечал популярность его работ среди молодёжи. Квинтилиан как хвалил его, так и критиковал за деградировавший литературный стиль; крайне негативно о философе отзывался живший в середине II века Авл Геллий.
Ранняя христианская церковь крайне благожелательно относилась к философу, Тертуллиан ссылается на «нашего Сенеку». К IV в. появилась апокрифическая переписка с апостолом Павлом, что связывала Сенеку с христианской традицией. Письма упоминаются Иеронимом, включившим его в список христианских писателей. В схожей манере философа упоминает Августин. В VI в. Мартин Брагский синтезировал размышления Сенеки в пару трактатов, ставших весьма популярными сами по себе. В средневековый период Сенека был известен в основном благодаря многочисленными выдержкам и цитатам во флорилегиях. В позднее средневековье также читались «Письма к Люцилию», более длинные эссе и пьесы были почти неизвестны.

## Внешность Сенеки

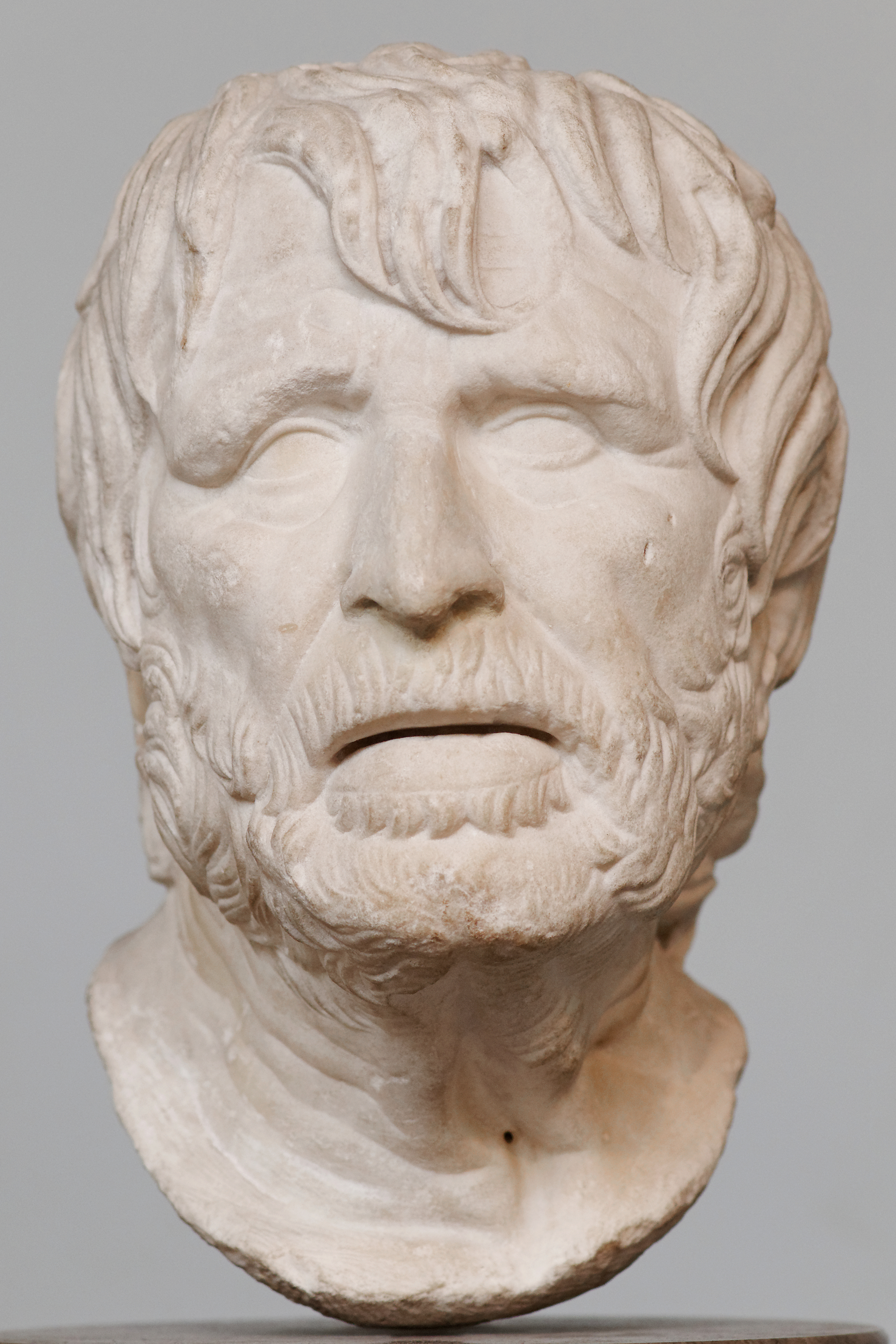
Псевдо-Сенека. Британский музей

Существует два изображения Сенеки; первое — средневековая прорисовка с несохранившегося бюста, изображавшего худощавого человека астеничного телосложения; второе — дошедший до нашего времени бюст, изображающий упитанного мужчину с суровым и властным лицом. Изображают они, очевидно, разных людей, и вопрос в том, какое из них действительно относится к Сенеке, а какое приписывается ему по ошибке.
Споры об этом велись уже давно и, во всяком случае, не менее долго, чем существовала первая версия. А своим происхождением она обязана итальянскому гуманисту, историку Ф. Урсину (1529—1600), с лёгкой руки которого римская копия античного бюста в 1598 году при сравнении с портретом на конторниате была идентифицирована как портрет философа (оба произведения к настоящему времени утрачены, однако представление о том, как выглядел тот бюст, можно получить по изображению, присутствующему на групповом портрете кисти П. Рубенса «Четыре философа»), ныне за этой скульптурой прочно закрепилось наименование «Псевдо-Сенека», а исследователи пришли к заключению, что это портрет Гесиода.
В 1764 году И. Винкельман опроверг выводы Ф. Урсина. Как вскоре выяснилось, совершенно справедливо — в Геркулануме была найдена ещё одна копия этого античного портрета, а в 1813 году в Риме на Целиевом холме была обнаружена герма с двойным изображением — Сократа и Сенеки (на груди последнего начертано: Seneca). С 1878 года она находится в Берлине. Однако приверженцы старого мнения не сдавались, они утверждали, что надпись на герме — подделка, и что он не мог быть таким полным, каким изображен, — ведь Сенека говорил о себе, что «чрезвычайно похудел».
Историки и искусствоведы окончательно утвердились в том, что первый портрет не имеет отношения к Сенеке после того, как было обнаружено несколько других копий этой скульптуры (предполагается, что портрет Гесиода был предназначен для фриза Пергамона). Сенека был известным государственным деятелем и философом, но не до такой степени, чтобы его портреты создавались в Риме в столь значительном количестве.
Споры по данному вопросу давно утихли, решение, к которому пришли исследователи, представляет собой своеобразный компромисс, а в виде ироничной дани былой полемике монетный двор Испании в 1997 году выпустил монету достоинством в 10 песет с «гибридным» портретом философа.

## Переводы
Пьесы
- Медея. / Перевод Н. Виноградова. — Сергиев Посад, 1906. — 72 с.
- Трагедии. / Перевод С. Соловьёва, вступительная статья Н. Ф. Дератани. (Серия «Сокровища мировой литературы»). — М.-Л.: Academia, 1932. — 433 с. (издание включает 7 пьес: «Медея», «Федра», «Эдип», «Тиэст», «Агамемнон», «Октавия»)
- Луций Анней Сенека. Трагедии. / Перевод и статья С. А. Ошерова, примечания Е. Г. Рабинович. Ответственный редактор М. Л. Гаспаров. (Серия «Литературные памятники»). — М.: Наука, 1983. — 432 с.

Трактаты
- О провидении. / Перевод В. Стовика и В. Стейна. — Керчь, 1901. — 28 с.
- Утешение к Марции. // Браш М. Классики философии. I. — СПб., 1907. — С. 311—330.
- О счастливой жизни. / Перевод С. Ц. Янушевского. — СПб.: Гермес, 1913. — 35 с.
- О благодеяниях. / Перевод П. Краснова. // Римские стоики. Сенека, Эпиктет, Марк Аврелий. — М., 1995.
- Сенека. Утешение к Полибию. / Перевод Н. Х. Керасиди. // ВДИ. — 1991. — № 4.
- Сенека. О краткости жизни. / Перевод В. С. Дурова. — СПб.: Глаголъ, 1996. — 91 с.
- Сенека. О гневе. / Перевод Т. Ю. Бородай. // ВДИ. — 1994. — № 2; 1995. — № 1.
- Трактат «О безмятежности духа» Луция Аннея Сенеки. (Вступительная статья и перевод Н. Г. Ткаченко) // Труды кафедры древних языков. Выпуск 1. — СПб., 2000. — С. 161—200.
- Луций Анней Сенека. Философские трактаты. / Перевод Т. Ю. Бородай (серия «Античная библиотека». Раздел «Античная философия»). 1-е издание — СПб., 2000. 2-е издание СПб.: Алетейя, 2001. — 400 с. (издание включает трактаты: «О блаженной жизни», «О скоротечности жизни», «О стойкости мудреца», «О провидении», «О гневе» в 3 кн., «О природе» в 7 книгах).

«Письма к Луцилию»
- Избранные письма к Люцилию. / Перевод П. Краснова. — СПб., 1893. — 258 с.
- Луций Анней Сенека. Нравственные письма к Луцилию. / Перевод, статья и примечания С. А. Ошерова. Ответственный редактор М. Л. Гаспаров. (Серия «Литературные памятники»). — М.: Наука, 1977. — 384 с. (переиздавалось в 2015 г.).

Эпиграммы
- Луций Анней Сенека. Эпиграммы. / Пер. М. Грабарь-Пассек и Ю. Шульца. // Античная лирика (серия «Библиотека всемирной литературы». Т. 4). — М., 1968. — С. 458—462.

Сатира (принадлежность Сенеке спорна)
- Сатира на смерть императора Клавдия. / Перевод В. Алексеева. — СПб., 1891. — 35 с.
- Псевдоапофеоз императора Клавдия. / Перевод И. И. Холодняка. — М., 1899. (приложение к тому 16 «Филологического обозрения»)
- Апофеоз божественного Клавдия. / Перевод Ф. А. Петровского. // Римская сатира. — М., 1957. (переизд.: Римская сатира. — М., 1989. — С. 117—130, комментарий И. Ковалёвой на стр. 458—465)

Издание в «The Loeb classical library» (латинский текст с английским переводом) состоит из 10 томов:
- Тома I—III. Moral essays (Моральные труды).
  - Том I. О провидении. О постоянстве. О гневе. О милосердии.
  - Том II. Утешение к Марции. О блаженной жизни. О досуге. О спокойствии души. О краткости жизни. Утешение к Полибию. Утешение к Гельвии.
  - Том III. О благодеяниях.
- Тома IV—VI. Письма.
- Тома VII, X. Естественные вопросы.
- Тома VIII—IX. Трагедии.

Издание в серии «Collection Budé» в 18 томах: Sénèque.
- L’Apocoloquintose du divin Claude. Texte établi et traduit par R. Waltz. XI, 46 p.
- De la clémence. Texte établi et traduit par F.-R. Chaumartin. Nouvelle édition 2005. XCII, 178 p.
- Des bienfaits. Tome I: Livres I—IV. Texte établi et traduit par F. Préchac. LV, 284 p.
- Des bienfaits. Tome II: Livres V—VII. Texte établi et traduit par F. Préchac. 228 p.
- Dialogues. T. I: De la colère. Texte établi et traduit par A. Bourgery. XXV, 217 p.
- Dialogues. T. II: De la vie heureuse. — De la brièveté de la vie. Texte établi et traduit par A. Bourgery. X, 150 p.
- Dialogues. T. III: Consolations. Texte établi et traduit par R. Waltz. X, 219 p.
- Dialogues. T. IV: De la providence. — De la constance du sage. — De la tranquillité de l'âme. — De l’oisiveté. Texte établi et traduit par R. Waltz. 221 p.
- Questions naturelles. T. I: Livres I—III. Texte établi et traduit par P. Oltramare. XXVII, 309 p.
- Questions naturelles. T. II: Livres IV—VII. Texte établi et traduit par P. Oltramare. 356 p.
- Lettres à Lucilius. T. I—V.
- Tragédies. T. I—III.

## Память
- Памятник Сенеке находится в Кордове.
- В 1961 году Международный астрономический союз присвоил имя Сенеки кратеру на видимой стороне Луны.
- В художественном фильме Бруно Маттеи «Нерон и Поппея» (1982) Сенеку сыграл Джино Турини.
- В мини-сериале «Наша эра» (1985) Сенеку сыграл Фернандо Рей.
- Сенека является главным героем рассказа А. И. Немировского «Сардонический смех».
- В мини-сериале «Римская империя: Нерон» (2004) Сенеку сыграл Маттиас Хабич.
- В фильме 2023 года «Сенека» в заглавной роли снялся Джон Малкович.